# Winter (AKMU)
Winter (in coreano: 사춘기 하) è il secondo album in studio del duo musicale sudcoreano AKMU, pubblicato nel 2017.

## Tracce
Testi e musiche di Lee Chan-hyuk.
1. Live (생방송) – 4:03
2. Reality (리얼리티) – 2:53
3. Last Goodbye (오랜 날 오랜 밤) – 4:44
4. Play Ugly (못생긴 척) – 3:19
5. Chocolady – 4:03
6. You Know Me – 3:01
7. Way Back Home (집에 돌아오는 길) – 3:48
8. Will Last Forever (그때 그 아이들은) – 4:25